# Little Sitkin
Little Sitkin (in lingua aleutina Sitignax) è un'isola che fa parte delle Rat, un gruppo delle Aleutine occidentali e appartiene all'Alaska (USA). Si trova circa 4,8 km ad est dell'isola Davidof.

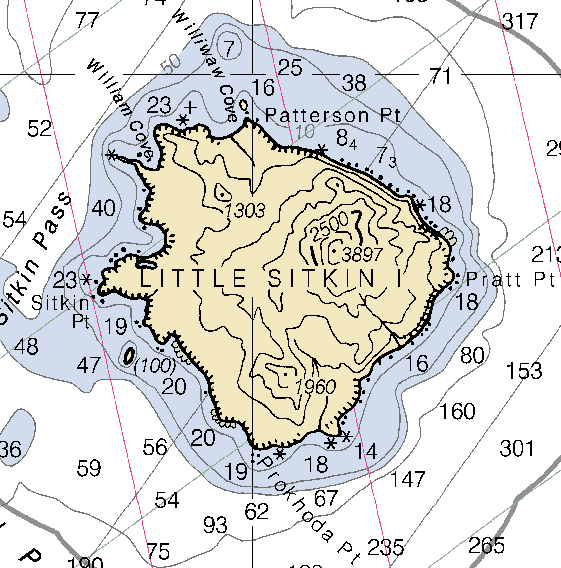
Carta nautica di Little Sitkin

Little Sitkin significa "piccola Sitkin", mentre la 
grande Sitkin (Great Sitkin), che è essenzialmente della stessa dimensione, si trova 295 km più a est, nelle isole Andreanof.
L'isola è di forma quasi circolare con un diametro di circa 9,6 km. Ci sono due picchi di rilievo, uno nella parte nord-est dell'isola di 1.188 m di altezza e l'altro di 597 m nella parte meridionale. Fumarole e sorgenti termali si trovano nella zona nord-ovest dell'isola.

## Il vulcano
Little Sitkin è uno stratovulcano la cui ultima eruzione risale probabilmente al 1828. Si è formato in epoche diverse; la caldera più antica ha un diametro di circa 4,8 km.